# Daxter
『Daxter』（ダクスター）は、2006年3月14日にソニー・コンピュータエンタテインメント（SCE）によって北米などで発売されたPlayStation Portable用アクションアドベンチャーゲーム。開発はレディアットドーン。
ジャック×ダクスターシリーズの第5作目。本来の主人公ジャックの相棒であるダクスターを主役にしたスピンオフ作品。日本未発売。

## 概要
ジャック×ダクスターシリーズ初となるPlayStation Portable用ゲーム。2006年に、それまでのシリーズを開発していたノーティドッグの子会社であるレディアットドーン（Ready at Dawn）が開発した。
旧作と同じステージや施設が多数登場するが、BGM等がこれまでの作品とは一風変わっており、他のシリーズ作品にはない独特の雰囲気をもつ作品に仕上がっている。また、世界観は『ジャック×ダクスター2』以降のものと同一の時代だが、シリーズに根付く概念としてある「プリカーソル文明の遺物」はほとんど登場しない。
2007年10月9日には、「PSP Entertainment Pack」として、本ソフトにPSP-2000本体とメモリースティックデュオ（1GB）をセットにしたものが北米で発売された。
PSPのソフトとしては、グラフィックはかなり綺麗な部類に入り、ロード時間を感じさせないステージ構成も含め高く評価されている。ムービーシーンの綺麗さは、PS2用のシリーズ第1作『旧世界の遺産』を超えるほどである。

## ストーリー
第1作目の最後に見つけたプリカーソル文明の遺産の暴走で、ヘブンシティに飛ばされたジャックとダクスター。まだ状況も把握しきれていない2人の前に突如武装した兵士集団クリムゾンガードが現れる。うまくその場から逃げだせたダクスターだったが、ジャックは彼らに連行されてしまった。それから2年が経とうとしていた頃、ダクスターはヘブンシティのバーで、シティ内で害虫駆除店を開いているOsmoという老人と出会う……。
本作は、Osmoとの出会いから、『Jak II』（ジャック×ダクスター2）の冒頭におけるジャックの救出までを描いた物語となっている。

## キャラクター

### ダクスターの協力者
Daxter（ダクスター）
これまでジャックの肩に乗りジャックと共に行動してきたダクスター。今回は彼1人で、ジャックを助けるために冒険を繰り広げる。
Osmoの害虫駆除業を手伝う代わりに、彼の家に泊めてもらっている。
Osmo Drawers（オスモ・ドロワーズ）
ヘブンシティのインダストリアルエリアで害虫駆除店を構える老人。ダクスターとOsmoの出会いから物語が始まっていく。
Tik（ティック）
ダクスターの指先ほどの大きさの小さなバグ。中盤からダクスターと行動を共にするようになる。
Taryn（タリン）
セクシーな女性戦士。ダクスターの協力者。
Ximon Drawers（サイモン・ドロワーズ）
若い青年であらゆる局面でダクスターを助ける。Osmoの息子。

### バロン軍・敵対者
Kaeden（カーデン）
バロン軍の人間。目的のためには手段を選ばない冷酷な男。
メタルコールと密会をしている場面も見受けられる。
Kor（コール）
メタルヘッドと呼ばれる怪物軍のリーダー。ヘブンシティの政権を握る独裁者バロンと裏取引をしている。
直接は登場せず、Kaedenとの密会シーンにホログラムで登場。
Erol（エロール）
クリムゾンガードの総隊長にしてバロンの右腕。はじめにジャックを連行したのも彼。
Count Veger（ヴィーガー伯爵）
Jak 3でジャックやダクスターをウェイストランド追放にする事になる男。
Krimzon Guard（クリムゾンガード）
バロンの忠実な兵士だが、今回はシティ内の巡回はしていない。
以前はザコキャラとしての登場だったが、今回は一撃をくらうだけで殺されてしまう。

### その他のキャラクター
Concierge（コンシェルジュ）
別名Hotelier。インダストリアルエリアでホテルを経営している。
Barmaid（酒場の女主人）
インダストリアルエリアでバーを経営している女性。
Brutter（ブラッター）
ヘブンシティのポートエリアから通じているFish Canneryというステージで出会うことになる陽気なおじさん。ラーカーという種族。
Lumberjack（木こりのジャック）
Lumber Millという森にいる小太りの老人。
Miner（鉱夫）
鉱山職人。エコノ鉱山で遭遇する。
Samos The Sage（セイジィ）
冒頭でダクスターの事を語っているほか、エピローグでも登場。
Jak（ジャック）
本来の主人公。冒頭では「旧世界の遺産」の姿で登場する後、ヘルキャットクルーザーで連行されているところにも遭遇する。
セイジィ同様エピローグにも登場するが、台詞をしゃべることはない。
Keira（ケイラ）
上の2名と同じくエピローグのムービーでその姿を確認できる。台詞はない。
Tess（テス）
同じく最後のエピローグのムービーで一瞬登場。ヒップホッグ・サロンでダクスターをなでている。
Gol Acheron（ゴル・アケロン）
第1作『旧世界の遺産』でダークエコの研究をしていた人物で、当時はラスボスだった。
ミニゲーム（ダクスターの夢）で映画『マトリックス』の登場人物、エージェント・スミスに扮した姿で登場する。
Farmer（フアーマ）
第1作『旧世界の遺産』のサンドーバ村でヤコウを飼育していた老人。ダクスターの夢内のミニゲームでのみ登場する。そのミニゲームはゴル同様に『マトリックス』の1シーンを模している。

## アイテムや仕掛け

### アイテム
Bug Swatter（バグスウェッター）
ダクスターの基本装備の1つ。蠅たたきを模った武器で、網の部分はレーザーになっている。ダクスターは主にこの武器を使って敵を倒していく。
Spray Gun（スプレーガン）
ダクスターの基本装備の1つ。その名の通り、スプレーガン。主に敵に向かって放射するのだが、アップグレードアイテム入手後はジャンプ中に使用することでわずかな間だけだが空中浮遊することができるようになる。緑のエコをエネルギーとしており、ストーリーを進めるごとにモードが追加されていく。最終的には3つのモードが使用可能になる。
- Bug Spray（バグスプレー）

Metal Bugに放射することでMetal Bugを一定時間麻痺させることができる。洞窟内等で放射中のガスを炎と接触させることで「Flamethrower」と同等の威力に強化させることが可能。
- Flamethrower（フレイムスローワー）

火炎放射器。たいていのメタルバグを倒せる。中盤以降はこれが主力武器として活躍する。
- Ultra Sonic（ウルトラソニック）

強力な衝撃波を打ち出す。しかし1度にかなりのエネルギーを消費するため、使用時には注意が必要。
Precursor Orbs（プリカーソル・オーブ）
こちらも、基本的には2作目、3作目同様にメニューのシークレット機能をオープンさせるために必要となる他、「Dream Sequences and Rewards（ダクスターの夢）」というミニゲームシステムをオープンさせるためにも必要。全1001個のオーブが登場する。
Metal Bug Gems（メタルバグ石）
Metal Bugと呼ばれる敵組織の内部に埋め込まれている黄色く透き通った楕円形の石。『ジャック×ダクスター2』での「メタルヘッドの頭蓋石」のようなもの。必ずしも頭部に埋め込まれているわけではないので「頭蓋石」と言えるかは定かではない。

#### 「Bug Combat」で使用するアイテム
「Bug Combat」とは、セーブデータをロードする前の最初のメニュー画面で選択できるミニゲームである。「Combat Metal Bugs」を1対1で戦わせるゲームで、プレイヤーがコントロールできるMetal Bugの種類や特性は、特定のセーブデータで入手した下記のアイテムの所有の有無によって異なる。下記のアイテムはいずれも、アドベンチャーステージ内にあるのだが、たいていは目の届きにくい死角にあるため、見つけるのが難しい。
Bug Cages
「Bug Combat」でのみ使用するアイテムの1つ。Cage（檻）の中にはCombat Metal Bugが入っている。
Bug Tokens
「Bug Combat」でのみ使用するアイテムの1つ。バトル中に使用できるBugのトークン。1回のバトルで3回まで使用可能。
Bug Juice Vails
「Bug Combat」でのみ使用するアイテムの1つ。Combat Bugを強化する能力を持つ。

### 仕掛け
Teleport Gate（テレポート・ゲート）
過去のシリーズ作品にも登場したワープマシン。ヘブンシティ内の数か所に設置されており、おもにシティとシティ外を行き来するために使用する。
場所によっては行き先をセレクトできるテレポート・ゲートも存在する。
Eco Vent（エコ噴き出し口）
Breezy Valleyのみに登場する仕掛け。パイプを伝って地面からエコが噴き出している場所のこと。噴き出しているエコに触れるとそのエコの蓄積メーターが満タンになる。
本作では「緑のエコ」の噴き出し口が登場。

## 敵キャラクター

### 組織
Metal Bug（メタルバグ）
2作目や3作目で登場したメタルヘッドの子分的位置づけにある組織。Bug（昆虫）だけにメタルヘッドに比べ小柄（恐らくダクスターの身長に合わせるため）。彼らを倒すことで、Metal Bug Gemsを入手できる。
Krimzon Guards（バロン軍）
バロン軍はさまざまなマシンを所持しているが、今回は主に紅装甲衛兵（クリムゾンガード）が敵として登場する。場合によってはヘルキャットに乗って現れることもある。
Lurkers（ラーカー）
第1作目、「旧世界の遺産」で登場した敵組織。今作ではラーカーシャーク（別名ラーカーザメ）のみが登場する。旧世界の遺産と同じく、ラーカーシャークに襲われると一撃で死亡扱いになる。なお、同じくラーカーである登場人物ブラッターは敵ではない。

### ボス
Metal Bug Hive Queen 1
Transit Systemの最深部で出くわすことになる第1のボスで、巨大なメタルバグ。
Metal Bug Hive Queen 2
Strip Mine 2に現れる第2のボス。Metal Bug Hive Queen 1が飛行能力を得たような姿。巨大な蜂のような外見で登場した。
Metal Kaeden
Prisonの最深部で登場するラスボス。Kaedenの真の姿であり、彼の背後には更なる敵組織メタルヘッドのリーダーが潜んでいる。

## ステージ

### ヘブンシティ
本作でも主要都市都市であるが、プレイヤーの移動可能範囲は限られている。ヘブンシティはダクスターにとって広すぎるため、主に専用のScooter（スクーター）を使って移動することになる（徒歩での移動も可能）。本作も一部のワープシーンを除いて全エリアがシームレスにつながっており、スムーズな移動が可能である。また空中を移動する一般市民のズーマーは存在する一方、歩行者はおらず、以前の作品のように住民に攻撃を加えたり、一般市民のズーマーを奪ったりすることはできない。
Haven City Streets（インダストリアルエリア）
2作目、3作目と続けて登場したインダストリアルエリア。ジャックとダクスターが飛ばされてきた場所もここである。Daxterでは、その南半分の地域内でしか行動できない。
- Exterminator Shop

Osmoが営む店。店の奥にはテレポート・ゲートがある。
- Power Station（パワーステーション）

2作目、3作目同様ヘブンシティ外に行くためのテレポート・ゲートがある。今回は、最終的に行き先を「Strip Mine」、「Strip Mine 2」、「Lumber Mill」、「Baron's Palace」、「Prison」の5つの中から選択可能。
West Side Hotel
Haven City Streetsにあるホテル。Hotelierが経営している。上階にはMetal Bugがうろついている。
Construction Site（建造エリア）
Haven City Streetsから行くことのできる現在建設中のエリア。建造エリアは第2作目の終盤でも出てきたが、そのときは重要なイベントを見るために用意されたおまけステージ的な要素が強く、大した広さのエリアではなかったが、本作ではその規模は倍以上で、とても複雑なつくりとなっている。
- Construction Site 2（建造エリア 2）

上のConstruction Siteの別エリア。ストーリー後半に行くことになる。
Brewery
Breweryは「（ビールなどの）醸造所」という意味。Haven City Streets にあるバーの地下部分にあたる。オープニングムービーでOsmoとダクスターが出会った場所もこのバー。
Transit System
Haven City Streetsの地下に広がる地下道。地下鉄が通っている。第2作、第3作に登場した排水溝(Sewers)とは別物。
Train Chase
Transit Systemから続く地下施設。ダクスターはここを、ズーマー（The Service Zoomer）に乗りながら地下鉄から追いつかれぬよう奔走することになる。
City Port（ポートエリア）
ヘブンシティのポートエリアに当たる場所だが、ダクスターはその東半分の範囲内でしか行動できない。ストーリー中盤で訪れる事になる。
Tanker 1
City Portの南部に浮かぶタンカー。
- Tanker 2

上のTanker 1の別エリア。
Distillery
Distilleryの意味は「蒸留酒製造所」。City Portの地下に位置するステージ。
Fish Cannery
Fish Canneryの意味は「魚の缶詰工場」。City Portから行ける。ジャック×ダクスター2でのヘブンシティのマップから考えると、ヘブンシティ内とは思えないほどの広大なステージとなっており、氷が浮かぶ湖や、巨大な魚の姿が確認できる。また、ダクスターがブラッターと出会った場所。
Baron's Palace（パラス）
ストーリー終盤で訪れる事になる独裁者バロンの宮殿。第2作目で登場した時とは違うエリアが登場する。
Prison（フォートレス）
最終ステージであり、ジャックが捕らえられている要塞。多数のクリムゾンガードが巡回している。

### ウェイストランド（ヘブンシティの外）
本作ではシティ･ゲートは登場せず、ウェイストランドへの移動はすべてテレポート･ゲートを使うことになる。
Breezy Valley
Osmoの店であるExterminator Shopの奥にあるテレポート・ゲートから行ける。このステージ内は「The Crop Duster」というマシンに乗ってしか行動できない。
Emerald Isle
City Port内にあるテレポート・ゲートから行ける。水上がメインとなるステージのため、「The Ranger Zoomer」というズーマーに乗ってしか行動できない。
Strip Mine（エコノ鉱山）
パワーステーションのテレポート・ゲートから来られる。Strip Mineは第2作目で登場した「エコノ鉱山」の英名なのだが、設定上、2作目で登場したStrip Mineはヘブンシティの海を隔てた東の土地にあるのに対し、DaxterでのStrip Mineはヘブンシティ西側のクレーターの部分にあるという矛盾が生じている（2か所にエコノ鉱山が存在している模様）。
- Strip Mine 2（エコノ鉱山 2）

パワーステーションのテレポート・ゲートから来られる。上のStrip Mineの別のエリア。
Lumber Mill
パワーステーションのテレポート・ゲートから来られる。Lumberjackがいる森。

## ミニゲーム
一定量のオーブを入手し、Osmoの家の奥にある部屋のベッドで休息をとることで、「Dream Sequences and Rewards」というミニゲームをすることができる。ミニゲームは5種類あるが、それらは全て、ダクスターが見ている夢である。それぞれがゴールド、シルバー、ブロンズのクリア目標があり、クリア状況によってダクスターのステータスがアップしたり、新アクションを覚えたりする。また、その全てが現存する映画のパロディであることも特徴。各ミニゲームはゲームオーバーにならない限りエンドレスに続いていく。
- Matrix sequence #1

オーブ1個でオープン。『マトリックス』のパロディ。無数に襲い来るエージェント・スミスに扮したゴル・アケロンを倒していく。
- Braveheart sequence

オーブ100個でオープン。『ブレイブハート』のパロディ。次々と襲い来る敵に石をぶつけて倒していく。
- The Lord of the Rings sequence #1

オーブ200個でオープン。『ロード・オブ・ザ・リング/二つの塔』のパロディ。ロード・オブ・ザ・リングの登場人物ギムリの格好をしたダクスターが、砦内への侵入をもくろみ次々に城壁をのぼってくる敵を叩き落としていく。
- Indiana Jones sequence

オーブ300個でオープン。『インディ・ジョーンズ』のパロディ。遺跡内と思しき一本道で、前方からやってくるヘビやクモなどを順番に倒していく。途中大岩が転がってくることがある。
- Matrix sequence #2

オーブ400個でオープン。『マトリックス』のパロディ。フアーマとの格闘対決で、指定されたコマンドを正確に入力することで攻撃が通る。
- The Lord of the Rings sequence #2

オーブ500個でオープン。『ロード・オブ・ザ・リング』のパロディ。ロード・オブ・ザ・リングに登場する悪鬼バルログに扮したプリカーソルロボットの攻撃を、 ガンダルフに扮したダクスターが魔法攻撃で対抗する。

## シークレット
ゲームクリア時のアイテム入手状況や、隠しアイテム所有の有無で、いくつかのシークレット機能がオープンする。
Cheats（チート）
- Indiana Jones-esque hat - ダクスターがインディ・ジョーンズ風の帽子をかぶる。
- Pants - ダクスターが『Jak 3』で手に入れたパンツをはく。
- Masks - ダクスターが「ジャック」、「人間姿のダクスター」、「セイジィ」、「ラチェット」、「クランク」、「スライ」のお面をかぶる。それぞれのお面は各エリアに隠されたあるオブジェクトを壊すことによって使用可能となる。
- Goggles - ダクスターがゴーグルを着用する。
- Jak X Scooter - 紫色のスクーターが登場する。

## エピローグとその後
ゲームクリア後は、これまでの作品のようにラスボスを倒した後の世界を楽しめるが、これは、ダクスターがラスボスを倒した直後ジャックを救いに行く（ジャック×ダクスター2の冒頭につながる）ため、あくまでもオーブなどをコンプリートするためである。またこの物語は、ダクスターがジャックを救出するまでの経緯を、ヒップホッグ・サロンにてダクスターがジャック、セイジィ、ケイラ、テスらに自慢げに話していた、というオチになっている（サロンにいるジャックやテスの姿から、ダクスターが話をしていた時期はJak 3の冒頭でジャックが追放されるより前であることがわかる）。